# Miguel de Sanctis
Miguel de Sanctis (em catalão:  Miquel dels Sants; 29 de setembro de 1591 – 10 de abril de 1625), chamado também de Miguel dos Santos, foi um padre trinitário descalço de Vic, na Catalunha.

## História
Nascido Miguel Argemiro, aos doze foi para Barcelona e pediu para ser recebido no mosteiro trinitário local. Depois de um noviciado de três anos, fez seus votos no Mosteiro de São Lamberto, em Saragoça, em 1607. Depois de encontrar um trinitário descalço um dia, sentiu-se atraído pelo estilo de vida mais austero da congregação e, depois de muita deliberação e da permissão de seu superior, entrou para a congregação dos trinitários descalços em Madrid como noviço. Em seguida, fez seus votos em Alcalá, tornando-se padre, e foi duas vezes eleito superior do mosteiro de Valladolid, onde morreu.
Miguel de Sanctis levou uma vida de oração e mortificação. Era muito devoto da Santíssima Eucaristia e, diz-se, passava por êxtases diversas vezes durante a consagração.
Foi beatificado pelo papa Pio VI em 24 de maio de 1779 e canonizado pelo papa Pio IX em 8 de junho de 1862. Sua festa litúrgica é celebrada em 10 de abril.
O município de Saint-Michel-des-Saints, no Quebec, foi batizado em sua homenagem.